# 塔普科 (亞利桑那州)
塔普科（英語：Tapco）是位於美國亞利桑那州亞瓦派縣的一個非建制地區。該地的面積和人口皆未知。

## 地理
塔普科的座標為34°47′41″N 112°02′49″W / 34.79472°N 112.04694°W，而該地的平均海拔高度為1039米（即3409英尺）。